# Pioneer Village (métro de Toronto)
Pioneer Village est une station de la ligne 1 Yonge-University du métro, de la ville de Toronto en Ontario au Canada.

## Situation sur le réseau
Établie en souterrain, la station Pioneer Village de la ligne 1 Yonge-University, précède la station Highway 407, en direction du terminus Vaughan Metropolitan Centre, et elle est précédée par la station York University, en direction du terminus Finch.

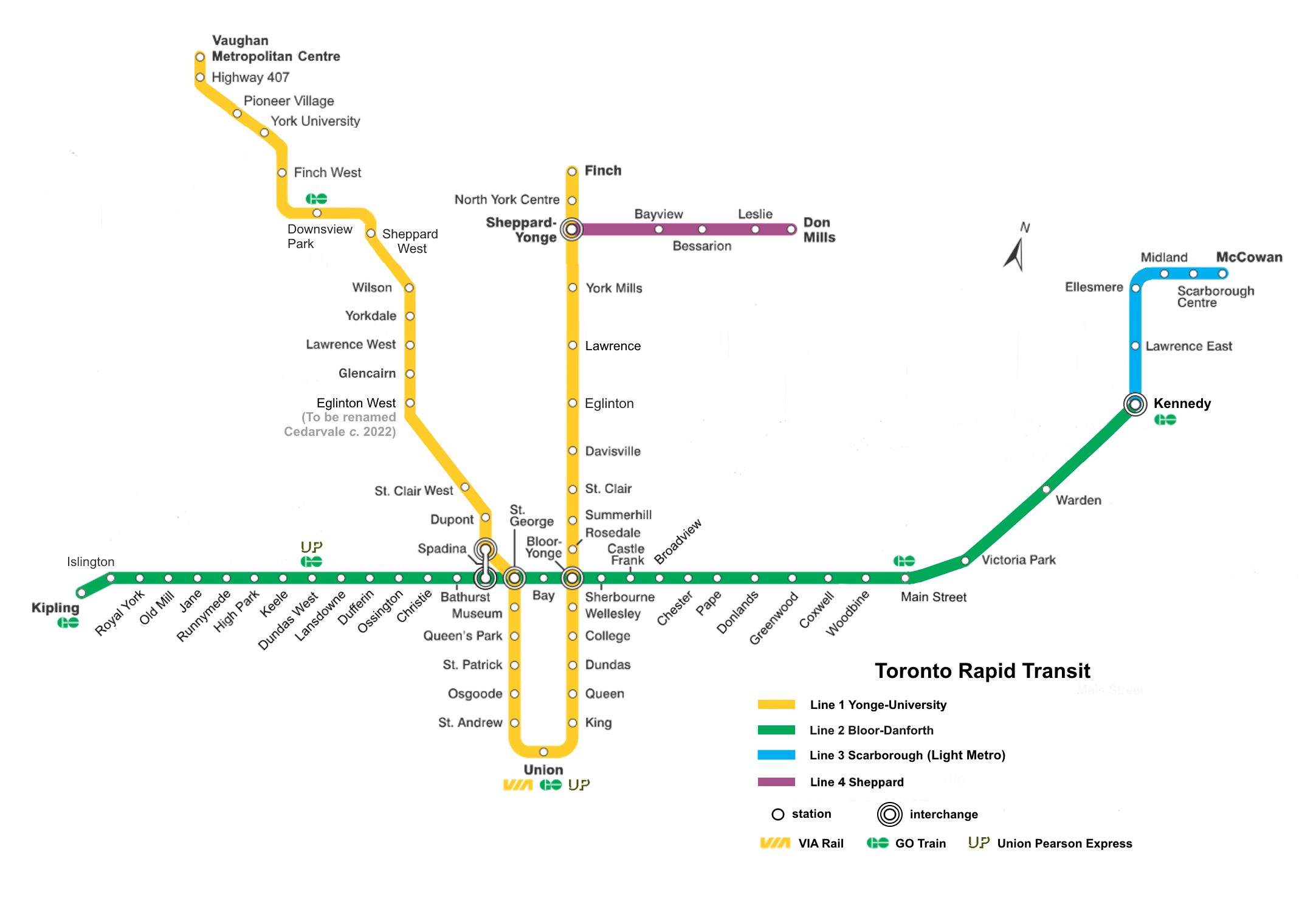
Plan du métro de Toronto (2018).

## Histoire
En 2013, la TTC annonce que la nouvelle station portera le nom du Black Creek Pioneer Village, situé à proximité.